# TechEdSat 3p
TechEdSat 3p (englisch Technical and Educational Satellite 3p für Technischer und Ausbildungssatellit 3p) war ein US-amerikanischer Technologieerprobungs- und Amateurfunksatellit. Entwickelt und gebaut wurde der Satellit gemeinsam von der San José State University (SJSU) und der University of Idaho unter der Leitung des Ames Research Centers der NASA.

## Aufbau und Nutzlast
Bei TechEdSat 3p handelte es sich um einen Cubesat der Größe 3U. Die Hauptaufgabe des Satelliten war der Test eines passiven Bremssystems. Vorgänger war der CubeSat TechEdSat 1.

## Missionsverlauf
TechEdSat 3p wurde am 3. August 2013 19:48 UTC  von Tanegashima Space Center an Bord des japanischen Raumfrachters HTV-4 zusammen mit den Kleinsatelliten ArduSat X, ArduSat 1 und Pico Dragon  mit einer H-IIB zur Raumstation ISS gestartet. Am 20. November 2013 wurde der CubeSat von Bord der ISS aus mit Hilfe einer Startvorrichtung in den Weltraum ausgesetzt.
Am 16. Januar 2014 verglühte der Satellit in der Erdatmosphäre.